# エティエンヌ・オーブリー
エティエンヌ・オーブリー（フランス語: Étienne Aubry, 1745年1月10日 - 1781年7月24日）は、フランスの画家。

## 生涯
ヴェルサイユに生まれる。初めジャック・オーギュスタン・ド・シルヴェストルに学び、次いでジョゼフ＝マリー・ヴィアンに師事した。1771年にパリの王立絵画彫刻アカデミーから肖像画家に任命され、同年にサロン・ド・パリで4枚の絵画を発表した後、『クリストフ・ヴィリバルト・グルック』、『エティエンヌ・ジョーラ』、『ヴィクトワール・ド・フランス』、『ノエル・アレ』、『彫刻家ルイ・クロード・ヴァッセ』などを描いた。ジャン＝バティスト・グルーズの影響を受けて、1775年に風俗画家に転向した。 1777年に『壊れた結婚（Mariage rompu）』を発表し、サロン・ド・パリで大成功を収めた。同年秋、歴史画家となることを決意したオーブリーは後援者であったダンジヴィレ伯爵によって期待されてローマに送られた。しかしイタリアではオーブリーはほとんど絵を描かず、思い描いたキャリアは実現しなかった。1780年にマラリアに苦しんでパリに戻り、翌1781年にヴェルサイユで死去した。遺作となった『コリオラヌスの妻への別れ （Les Adieux de Coriolan à sa femme）』は死後にサロン・ド・パリで発表され、高い評価を受けた。

## 作品

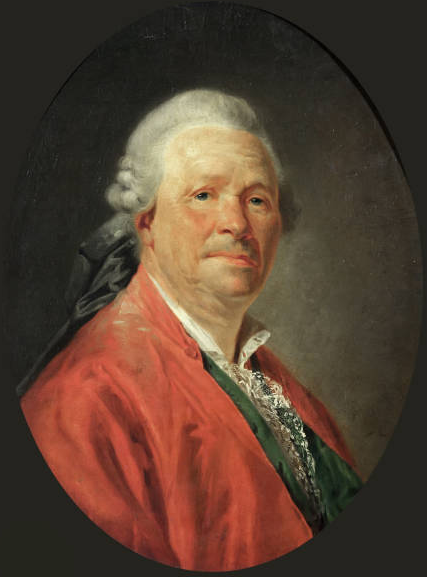
クリストフ・ヴィリバルト・グルックの肖像画（1777年）、ルーヴル美術館所蔵。
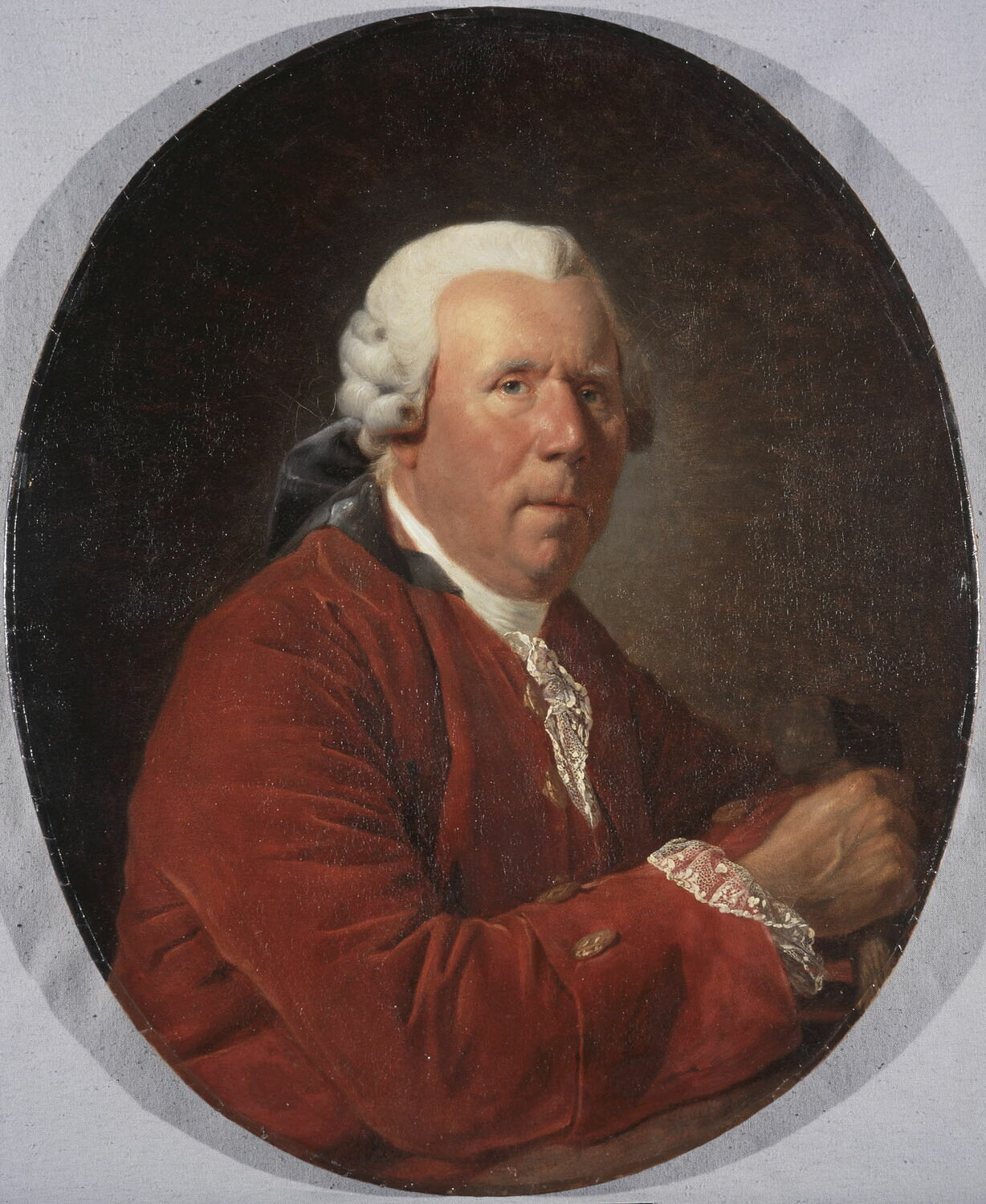
ニコラ・セバスティアン・アダムの肖像（1770年代）、エコール・デ・ポザール所蔵。
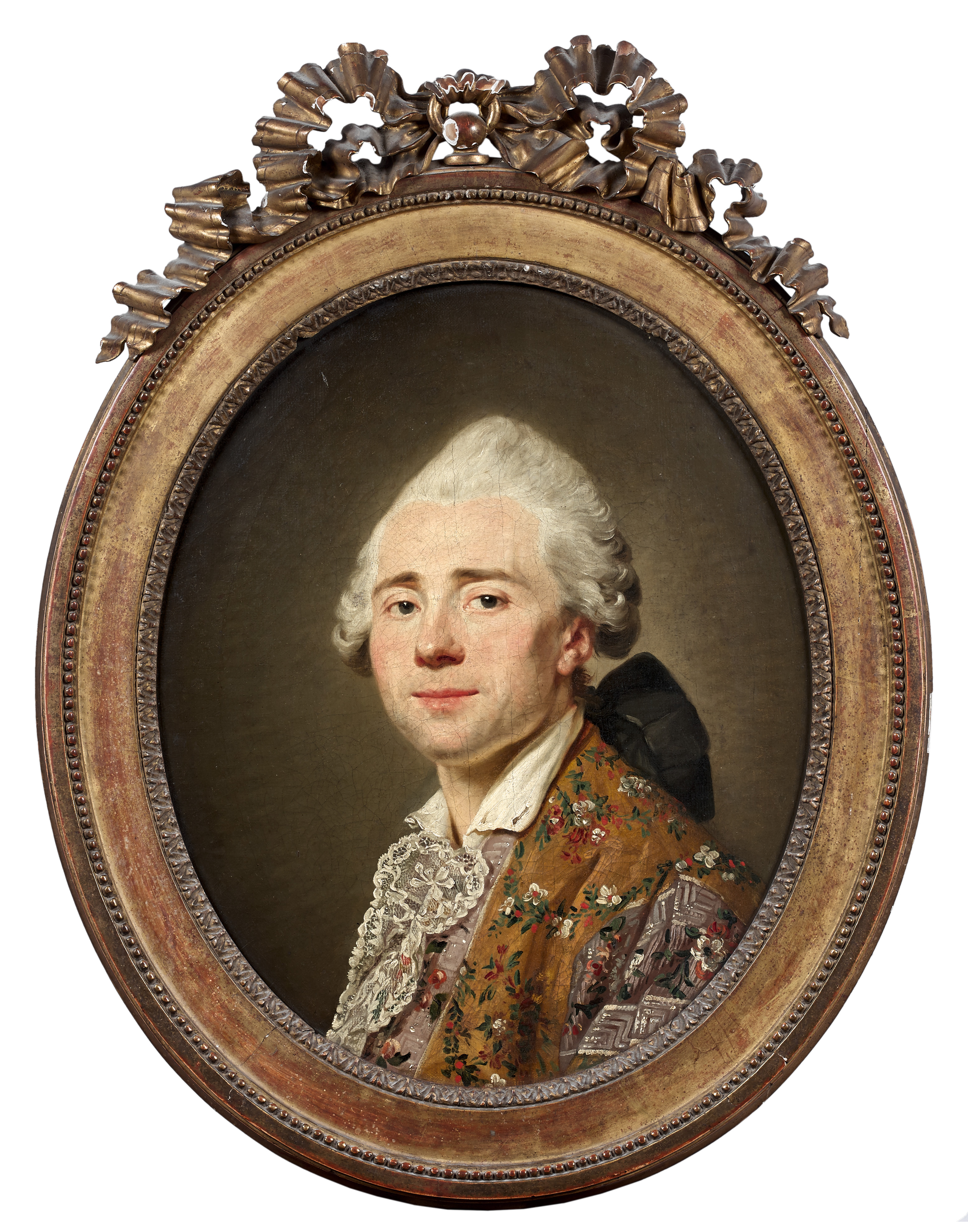
フランソワ・ルネ・モールの肖像画（1770年代）、個人所蔵。
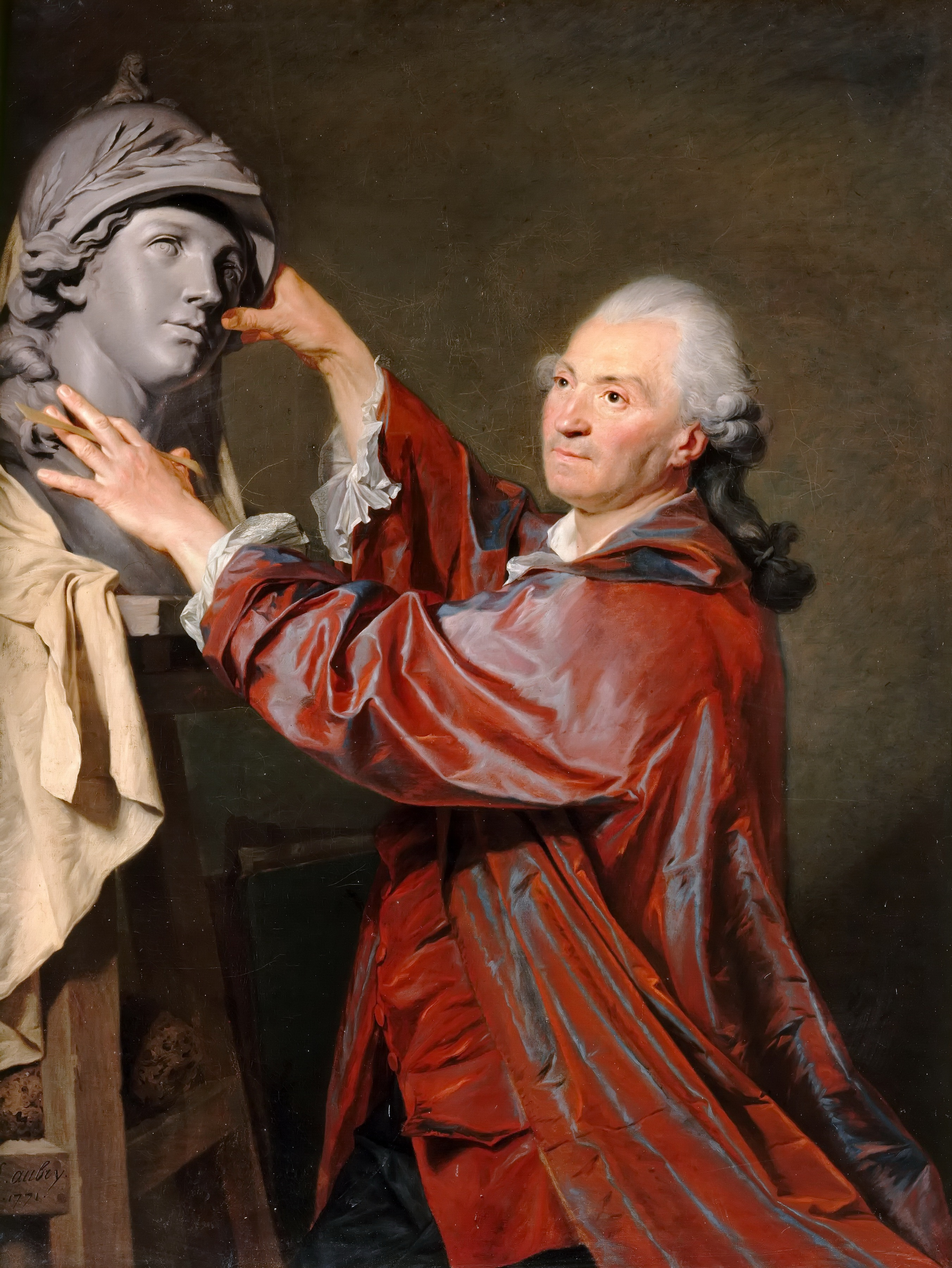
ルイ・クロード・ヴァッセの肖像画（1771年）、ヴェルサイユ宮殿所蔵。
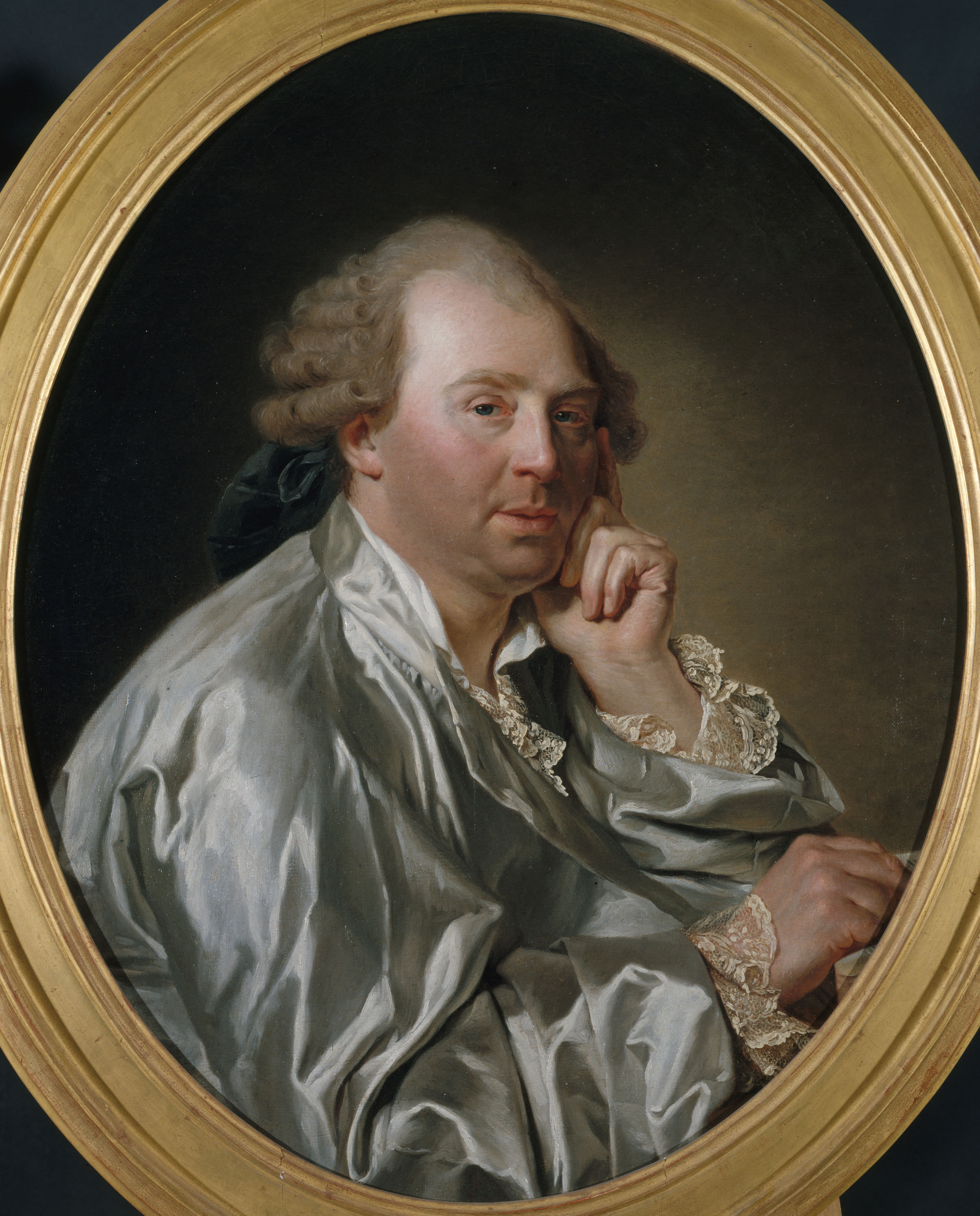
ダンジヴィレ伯爵の肖像画（1771年頃）、カルナヴァレ博物館所蔵。
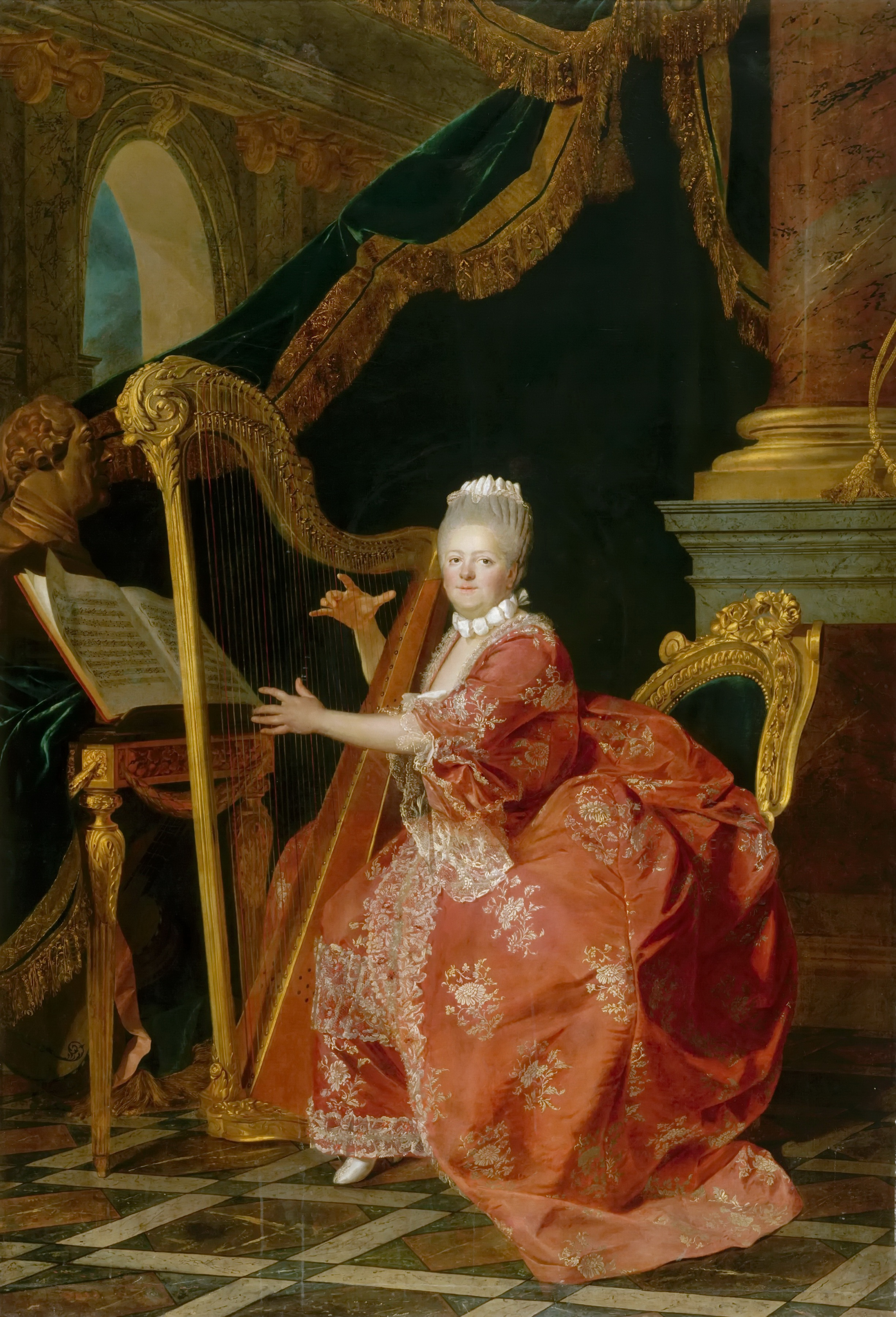
ヴィクトワール・ド・フランスの肖像画（1773年）、ヴェルサイユ宮殿所蔵。
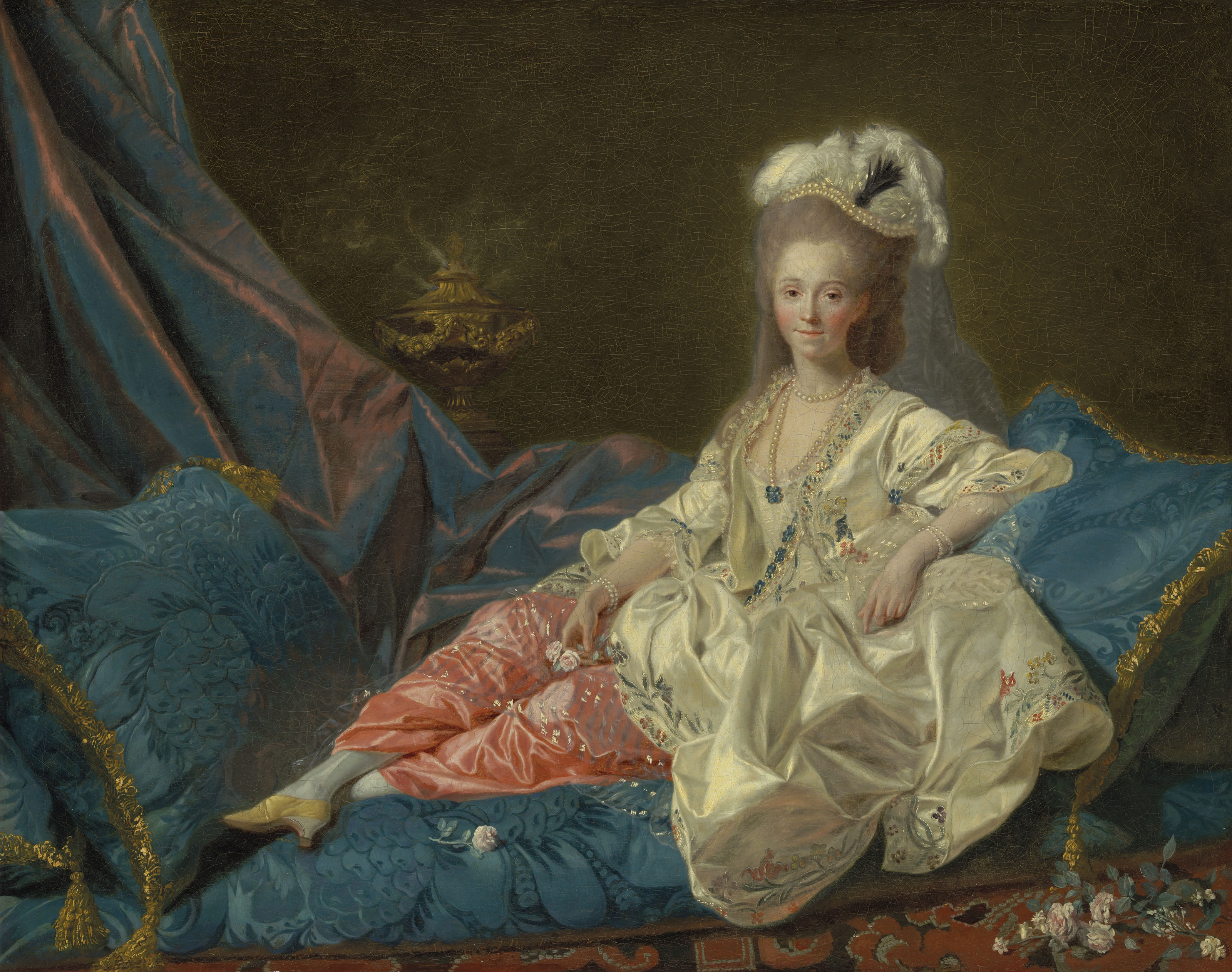
『トルコ趣味』（1779年）、個人所蔵。
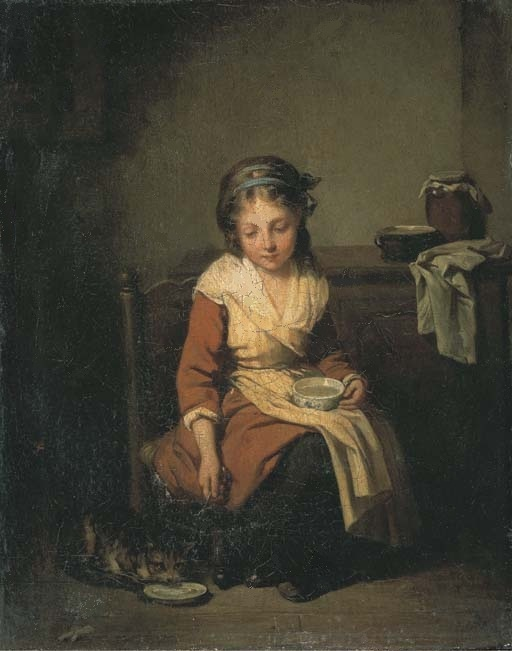
『室内の少女と猫』、個人所蔵。